# Johan Henrik Burmester
Johan Henrik Burmester, född 1 maj 1720 i Kristianstad, död 15 november 1770 i Lund, var en svensk ekonom.
Burmester var son till grosshandlaren Bernt Johan Burmester. Han var elev vid Kristianstads skola och blev därefter 1735 student vid Lunds universitet, där han 1740 avlade en teologisk och filosofisk examen 1740 och 1741 blev filosofie magister. Sina studier inriktade han främst mot naturvetenskaperna och Burmester ansågs som en av Kilian Stobæus och 1746-49 företog han en studieresa genom Tyskland, Holland, England och Frankrike, under vilken han studerade matematik men även sökte kontakt med utländska botaniker och för Carl von Linnés räkning hemsände växter. Han byggde även upp en egen samling av instrument, snäckor, mineralier med mera. Linné beskådade under sin resa i Skåne Burmesters naturaliekabinett och gav det betyget "vackert".
1742 blev han docent i Lund, blev filosofie adjunkt 1746 och ekonomie professor 1750. Han utgav även ett antal disserationer inom ekonomin, men sysslade även fortsättningsvis främst med naturvetenskapen, jämte arbeten om praktiska hushållslära, jordbrukslära och husdjurslära. 1752 erhöll han rätt att överta professuren i fysik så snart den blev ledig, med avsikt att den skulle kombineras med professuren i ekonomi samtidigt som fysikprofessuren skulle få en mer naturvetenskaplig inriktning, till skillnad mot den medicinska den dittills haft, men tillträdde aldrig denna befattning. I stället utsågs han 1756 till professor i romersk vältalighet och poesi. 1755 blev han ledamot av Vetenskapsakademin.